# Hynek Jevišovský di Kunštát
Hynek Jevišovský di Kunštát, detto Diavolo secco (in ceco Suchý Čert, in tedesco Dürrteufel) (... – ca. 1408), fu un nobile moravo della famiglia Kunštát, noto per essere stato un guerriero e brigante durante le guerre dei margravi di Moravia.
Suo padre era Sezema II di Jevišovice, proprietario del feudo di Jevišovice. Il nome di Hynek compare per la prima volta insieme a quello del fratello Enrico di Jevišovice intorno al 1385, come ordinanti di una dote da loro concessa alla madre Eliška, vedova già da quattro anni: entrambi i fratelli erano quindi già adulti a quel tempo. In seguito Hynek ricompare nei documenti come signore di Přímělkov nel 1390, nel corso degli anni in cui la Moravia divenne teatro delle guerre dei margravi, un conflitto dove gli attacchi reciproci ai danni di nobili vicini, la distruzione delle loro proprietà e il brigantaggio ai danni di mercanti e cittadini in viaggio erano la normalità. A Hynek, che prese parte a questi conflitti, venne dato il minaccioso soprannome di "Diavolo secco" . Viene menzionato per la prima volta con questo epiteto in relazione all'incursione nel 1401 al castello di di Weikertschlag, nel confine austriaco. In quel periodo Hynek fu uno dei principali sostenitori del giovane margravio moravo Procopio di Lussemburgo, per quale conquistò il castello di Znojmo. Hynek fu premiato ricevendo la nomina di burgravio del castello e il possesso del Castello di Rabštejn nel 1401. Il suo nome figurava, insieme a quello di Giovanni Sokol di Lamberk e quello di Mikeš Zoul di Ostředek, tra i principali nobili briganti del periodo.
Nel 1401 marciò verso Německý Brod e nel 1402 verso l'Austria. Le incursioni di Hynek in Austria si intensificarono dopo la cattura del re ceco Venceslao IV, che venne imprigionato a Vienna. Il duca austriaco Alberto IV d'Asburgo patì particolarmente la guerriglia e il brigantaggio orchestrato da Hynek, ma riuscì a coordinare una contromisura effettiva con il re d'Ungheria Sigismondo di Lussemburgo solo dopo la fuga di Venceslao da Vienna. Il 7 luglio 1404, circa 12.000 soldati di Alberto giunsero a Znojmo, presto raggiunti da circa altrettanti soldati di Sigismondo. Tuttavia, Hynek venne a sapere in anticipo della loro manovra, riuscendo in tal modo a rinforzare la guarnigione di Znojmo dalle truppe del suo amico Jan Sokol di Lamberk, a cui si aggiunse il seguito di Vok IV di Holstein e Giovanni di Raussenpruk. L'assedio. durato sei settimane, non ebbe successo, soprattutto a causa di un'epidemia di dissenteria che colpì gli stessi assedianti e i loro comandanti. Alberto d'Austria morì, mentre e Sigismondo di Lussemburgo guarì dalla malattia grazie a cure drastiche, ma dovette rinunciare all'assedio.
Hynek continuò con le sue operazioni di brigantaggio, che però non furono approvate da Venceslao IV. La situazione cambiò solo dopo la riconciliazione del re con il cugino, il margravio moravo Jošt di Lussemburgo, e dalla morte improvvisa del margravio Procopio, alleato di Hynek. Nel marzo 1407, re Venceslao IV fece arrestare e imprigionare Hynek in seguito a una delle sue rapine. Tuttavia già a maggio Hynek era libero, ma poco dopo si ammalò e l'ultima menzione di lui risale al dicembre 1407. Probabilmente morì all'inizio del 1408.
Hynek, noto come Diavolo secco, morì senza lasciare discendenti. La sua proprietà a Jevišovice passò al nipote Jan, che acquisì anch'egli a sua volta il suo soprannome. Rimase poi di proprietà della famiglia per altre due generazioni dopo di lui.

## Nella cultura di massa
A Jevišovice è tenuto un festival storico in onore di Hynek per celebrare le sue gesta contro Sigismondo di Lussemburgo.
Il personaggio Hynek "Diavolo secco" Jevišovský di Kunštát è uno dei protagonisti del videogioco Kingdom Come: Deliverance II, dove viene raffigurato compiere azioni di guerriglia contro Sigismondo di Lussemburgo assieme ai protagonisti.